# Elachistocleis matogrosso
Elachistocleis matogrosso es una especie de anfibio anuro de la familia Microhylidae.

## Distribución geográfica
Esta especie es endémica de Brasil. Se encuentra en los estados de Mato Grosso y Mato Grosso do Sul. 
Su presencia es incierta en Bolivia y Paraguay.

## Etimología
El nombre de su especie le fue dado en referencia al lugar de su descubrimiento, el estado de Mato Grosso.

## Publicación original
- Caramaschi, 2010 : Notes on the taxonomic status of Elachistocleis ovalis (Schneider, 1799) and description of five new species of Elachistocleis Parker, 1927 (Amphibia, Anura, Microhylidae). Boletim do Museu Nacional Nova Serie Río de Janeiro, Brasil, vol. 527, p. 1-30.[3]